# Bastion

Weergave van twee bastions met bijbehorende onderdelen: 1 vol bastion, 2 hol bastion, 3 opril, 4 onderwal, 5 flank, 6 keel, 7 face, 8 saillant, 9 courtine en 10 terreplein

Een bastion of een bolwerk (in Groningen en Friesland een dwinger, te vergelijken met het Duitse zwinger) is een uitspringend verdedigingswerk van aarde of steen en maakt deel uit van een vesting of een fort.

## Geschiedenis
De eerste bastions werden tegen het einde van de 15e eeuw naar Italiaans ontwerp van Giuliano da Sangallo gebouwd. Albrecht Dürer publiceerde in 1527 een ontwerp voor een zogenoemd bastei, een torenbastion. In de Nederlanden werden de eerste bastions ten tijde van de Tachtigjarige Oorlog aangelegd: in Antwerpen in 1540 en fort Rammekens bij Vlissingen in 1547. Dat was het werk van pioniers als Simon Stevin.

## Opbouw van het bastion

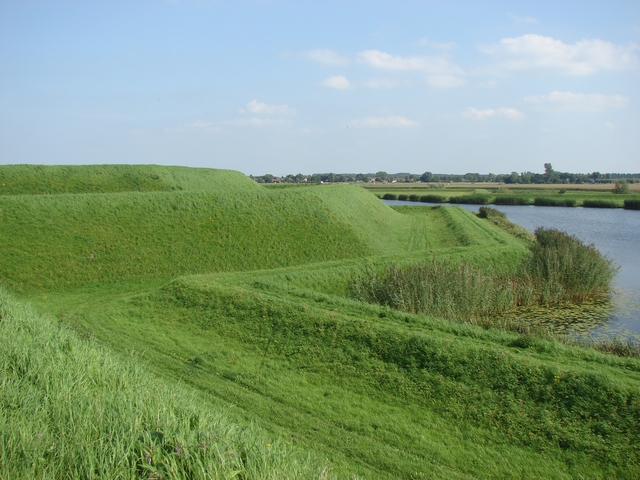
Bastion in Heusden

Een bastion bestaat uit diverse onderdelen. Vanaf de binnenkant gezien, eerst de keel waarmee het bastion in verbinding staat met de vesting. Bij de keel bevinden zich meestal de oprillen waarmee toegang wordt verkregen tot de walgang. Dan het eigenlijke bastion zelf, dat soms op gelijke hoogte het zogenaamde vol bastion met de courtine ofwel de omringende vesting hoofdwal ligt. Als het bastion op gelijke hoogte met het terreplein ligt noemt men dat een hol bastion. Het bastion is over het algemeen omringd door de hoofdwal. De zijkanten die grenzen aan de hoofdwal worden flanken genoemd, vanuit de flanken lopen de facen als een uitstulpende punt naar de saillant. Als het vestingwerk werd aangelegd volgens de principes van het Oud-Nederlands vestingstelsel bevindt zich ten slotte aan de voet van het bastion ook nog een onderwal.

## Aanval en verdediging
Een bastion is een zelfstandig, aan drie kanten te verdedigen object met een offensieve functie. Op het bastion is ruimte voor infanterie en het was meestal permanent bezet met een batterij geschut. In veel steden was het bastion ook de aangewezen plek voor een walmolen.